# Feux
Feux – miejscowość i gmina we Francji, w Regionie Centralnym, w departamencie Cher.
Według danych na rok 1990 gminę zamieszkiwały 393 osoby, a gęstość zaludnienia wynosiła 14 osób/km² (wśród 1842 gmin Regionu Centralnego Feux plasuje się na 763. miejscu pod względem liczby ludności, natomiast pod względem powierzchni na miejscu 391.).